# The James Boys
The James Boys war ein englisches Pop-Duo, das Mitte der 1970er Jahre mit einigen Liedern Erfolg in den deutschen Charts hatte. Der größte Hit war die 1973er Single Over and Over.

## Biografie
Die Brüder Bradley Grant und Stewart Glen Palmer formierten The James Boys 1972 im englischen Chingford. Die Musik des Duos wurde aufgrund des Alters der beiden Sänger oft als Teenpop bezeichnet. Schon nach kurzer Zeit bekamen sie einen Plattenvertrag und wurde von Larry Page, dem Ex-Manager der Gruppen The Troggs und The Kinks, produziert.
Im Mai 1973 stieg die Single Over and Over zunächst auf Platz 39 der englischen Charts, knapp zwei Monate später auf Platz 12 in Deutschland. In Schweden gelang damit sogar ein Nummer-eins-Hit. Während das Lied in England der einzige Charterfolg blieb, folgten weitere in Deutschland. Im November des Jahres stand Hello, Hello dort auf Platz 46. 1974 stiegen Keep Moving (Platz 41) und Up Until Now (Platz 46) in die dortige Hitparade.
Die 1975 erschienene Coverversion des 1957er Everly-Brothers-Hits Wake Up Little Suzie war ebenso wenig erfolgreich wie die selbstgeschriebene 1976er Single Don't Ever Leave Me (Baby). Bis Mitte der 1980er Jahre traten The James Boys gemeinsam auf.

## Mitglieder
- Bradley Grant Palmer (* 22. Dezember 1960 in Chingford, Essex) – Gesang
- Stewart Glen Palmer (* 6. März 1962 in Chingford, Essex) – Gesang

## Diskografie

### Alben
- 1973: Introducing
- 1975: Here Come the James Boys

### Singles
- 1973: Over and Over
- 1973: Hello, Hello
- 1973: Shoog Shoog (Sugar Baby)
- 1974: Keep Moving
- 1974: Up Until Now
- 1975: Wake Up Little Suzie
- 1976: Don’t Ever Leave Me (Baby)